# Казарка (комаха)
Казáрка, або хоботовик хмільний (Rhynchites bacchus) — невеличкий жук із родини Ринхітид. Є шкідником плодових культур. Личинка розвивається у недозрілих плодах.

## Зовнішній вигляд
Жук завдовжки 4,5-6,5 мм, пурпурно-червоного кольору з золотаво-зеленим або фіолетовим металічним блиском, вкритий густими, досить довгими темними волосками. Основні ознаки:
- голова разом з очима ширша від своєї довжини і густо вкрита дрібними точками;
- надкрила у півтора рази довші за свою ширину, їх боріздки мають вигляд точок, проміжки між боріздками слабо опуклі або зовсім не опуклі. Передостання боріздка на надкрилах вкорочена і зливається із останною біля середини. Проміжки муж боріздками вкриті дрібнесенькими точками;
- останній членик лапок помітно довший за перший, лапки широкі;
- передньоспинка приблизно квадратна, густо вкрита чималими точками, перетяжки біля основи не має, боки її закруглені.

Яйце молочно-біле, трохи жовтувате, овальне, 0,9-1,2 завдовжки і 0,6-0,8 мм завширшки. Личинка біла, трохи жовтувата, зігнута, З-9 мм завдовжки, з темно-коричневою головою. Лялечка жовтувато-біла, довжиною 4-9 мм, із хітиновою коричневою «вилочкою» на вершині.

## Спосіб життя
Зимують на стадії імаго, звичайно у підстилці з рослинних рештків. Жуки з'являються у квітні, їх поява триває до початку цвітіння яблуні. Жуки активні з травня до листопада у лісах, чагарникових заростях і плодових садах. Кормові рослини дорослих жуків та личинок — Айстрові з родів Кизильник, Айва, Груша, Яблуня, Глід і Слива. Попервах вони гризуть бруньки, листки, потім переходять на м'якіть плодів, у яких вони вигризають вузькі ямки.
Парування відбувається, коли цвітіння кормовихрослин закінчується. Самка відкладає яйця в плоди, які досягли розміру лісового горіха. Для цього вона прогризає в плоді камеру глибиною 2-3 мм, на дно її відкладає одне яйце. Поруч вона вигризає ще одну додаткову камеру, яку з'єднує з основною тунелем. Коли личинка розвивається, він поступово заповнюється екскрементами. Відклавши яйце, самка надгризає плід, від чого він в'яне і зрештою опадає. За 2-2,5 місяці вона відкладає до 200 яєць, часто-густо — по декілька в один плід.
Розвиток яйця триває 6-9, личинки — 25-38 днів. Завершивши розвиток вони виходят з опалого плоду іа заглиблюються у ґрунт. Тут личинка будує колисочку і заляльковується. Через 10-20 днів виходять жуки нового покоління. Вони харчуються на рослинах і з першими холодами ховаться — у підстилку, ґрунт, тріщини у корі. Частина личинок залишається у ґрунті у стані діапаузи до літа наступного року.

## Поширення
Вид поширений майже по всій Палеарктиці, за винятком Західного Сибіру та Далекого Сходу. В Україні зареєстрований у 19 областях: від Закарпаття до Харківщини і Донбасу і від Чернігівщини до Криму.

## Значення у природі та житті людини
Подібно до інших біологічних видів, казарка є невідємною ланкою природних екосистем, споживаючи рослинні тканини і стаючи здобиччю тварин — хижаків та паразитів. Однак у плодових садах жуки завдають чималої шкоди, особливо, коли їх чисельність і щільність досягає значних величин.
Обгризачи бруньки та листки, жуки негативно впливають на ріст та фотосинтетичну активність рослин. Викликаючи опадіння плодів, казарки знижуть врожайність фруктових дерев. Вигризаючи заглиблення у плодах, самки вносять у них спори плодової гнилі. Із шкодочинністю казарки борються, оприскуючи дерева інсектицидами, звичайно через 3-5 днів після завершення цвітіння.